# Монтијери
Монтијери (итал. Montieri) је насеље у Италији у округу Гросето, региону Тоскана.
Према процени из 2011. у насељу је живело 360 становника. Насеље се налази на надморској висини од 683 м.

## Становништво
Према резултатима пописа становништва 2011. у општини је живело 1.147 становника.
| 1931. | 1936. | 1951. | 1961. | 1971. | 1981. | 1991. | 2001. | 2011. |
| ----- | ----- | ----- | ----- | ----- | ----- | ----- | ----- | ----- |
| 4.988 | 4.862 | 4.664 | 4.140 | 2.593 | 1.959 | 1.499 | 1.248 | 1.147 |